# Gary Numan
Gary Numan, nascido Gary Anthony James Webb (Londres, 8 de março de 1958), é um cantor, compositor e músico britânico, sendo considerado um dos pioneiros da música eletrônica. Fundador da banda Tubeway Army, Numan é conhecido por seus hits de 1979 "Are 'Friends' Electric?" e "Cars", clássicos do synth-pop, movimento no qual Numan é frequentemente citado como uma das figuras mais importantes.
Os álbuns de Numan nunca bateram recordes de vendas, mas ele é considerado um pioneiro da música eletrônica comercial. O uso de temas de ficção científica e, principalmente, sua combinação da energia da música punk com os recursos da eletrônica, influenciaram diversos artistas dos anos 1980.

## Discografia

### Álbuns com Tubeway Army
- Tubeway Army (1978)
- Replicas (1979)
- The Plan (1984) (Compilação)

### Álbuns solo
- The Pleasure Principle (1979)
- Telekon (1980)
- Dance (1981)
- I, Assassin (1982)
- Warriors (1983)
- Berserker (1984)
- The Fury (1985)
- Strange Charm (1986)
- Metal Rhythm (1988) (New Anger nos Estados Unidos)
- Outland (1991)
- Machine + Soul (1992)
- Sacrifice (1994) (Dawn nos Estados Unidos)
- Exile (1997)
- Pure (2000)
- Jagged (2006)
- Dead Son Rising (2011)
- Splinter (Songs from a Broken Mind) (2013)
- Savage (Songs from a Broken World) (2017)
- Intruder (2021)